# Hertog van Newcastle
Hertog van Newcastle (Engels: Duke of Newcastle) is een Engelse en Britse adellijke titel. 
De titel hertog van Newcastle-upon Tyne werd voor het eerst gecreëerd in 1665 door Karel II voor William Cavendish, 1e Markies van Newcastle-upon Tyne. Na het overlijden van diens zoon, de tweede hertog, zonder mannelijke erfgenamen in 1691 verviel de titel. In 1694 werd de titel opnieuw gecreëerd door Willem III voor John Holles, 4e graaf van Clare, schoonzoon van de tweede hertog. Ook hij overleed zonder mannelijke erfgenamen in 1711, waarna de titel andermaal verviel.
De derde creatie vond plaats in 1715 door George I, voor Thomas Pelham-Holles, zoon van de zuster van bovengenoemde John Holles. Toen het er naar uitzag dat de hertog geen kinderen meer zou krijgen werd hij tevens verheven tot hertog van Newcastle-under-Lyne, met opvolging voor Henry Pelham-Clinton, de zoon van zijn zuster. Met het overlijden van de 10e hertog in 1988 verviel deze titel.

## Hertog van Newcastle-upon-Tyne, eerste creatie (1665)
- William Cavendish, 1e hertog van Newcastle-upon-Tyne (1665-1676)
- Henry Cavendish, 2e hertog van Newcastle-upon-Tyne (1676-1691)

## Hertog van Newcastle-upon-Tyne, tweede creatie (1694)
- John Holles, 1e hertog van Newcastle-upon-Tyne (1694-1711)

## Hertog van Newcastle-upon-Tyne, derde creatie (1715)
- Thomas Pelham-Holles, 1e hertog van Newcastle-upon-Tyne (1715-1768)

## Hertog van Newcastle-under-Lyne (1756)
- Thomas Pelham-Holles, 1e hertog van Newcastle-under-Lyne (1756-1768)
- Henry Pelham-Clinton, 2e hertog van Newcastle-under-Lyne (1768-1794)
- Thomas Pelham-Clinton, 3e hertog van Newcastle-under-Lyne (1794-1795)
- Henry Pelham-Clinton, 4e hertog van Newcastle-under-Lyne (1795-1851)
- Henry Pelham-Clinton, 5e hertog van Newcastle-under-Lyne (1851-1864)
- Henry Pelham-Clinton, 6e hertog van Newcastle-under-Lyne (1864-1879)
- Henry Pelham-Clinton, 7e hertog van Newcastle-under-Lyne] (1879-1928)
- Francis Pelham-Clinton-Hope, 8e hertog van Newcastle-under-Lyne (1928-1941)
- Henry Pelham-Clinton-Hope, 9e hertog van Newcastle-under-Lyne (1941-1988)
- Edward Pelham-Clinton, 10e hertog van Newcastle-under-Lyne (1988)